# Sitio Conte

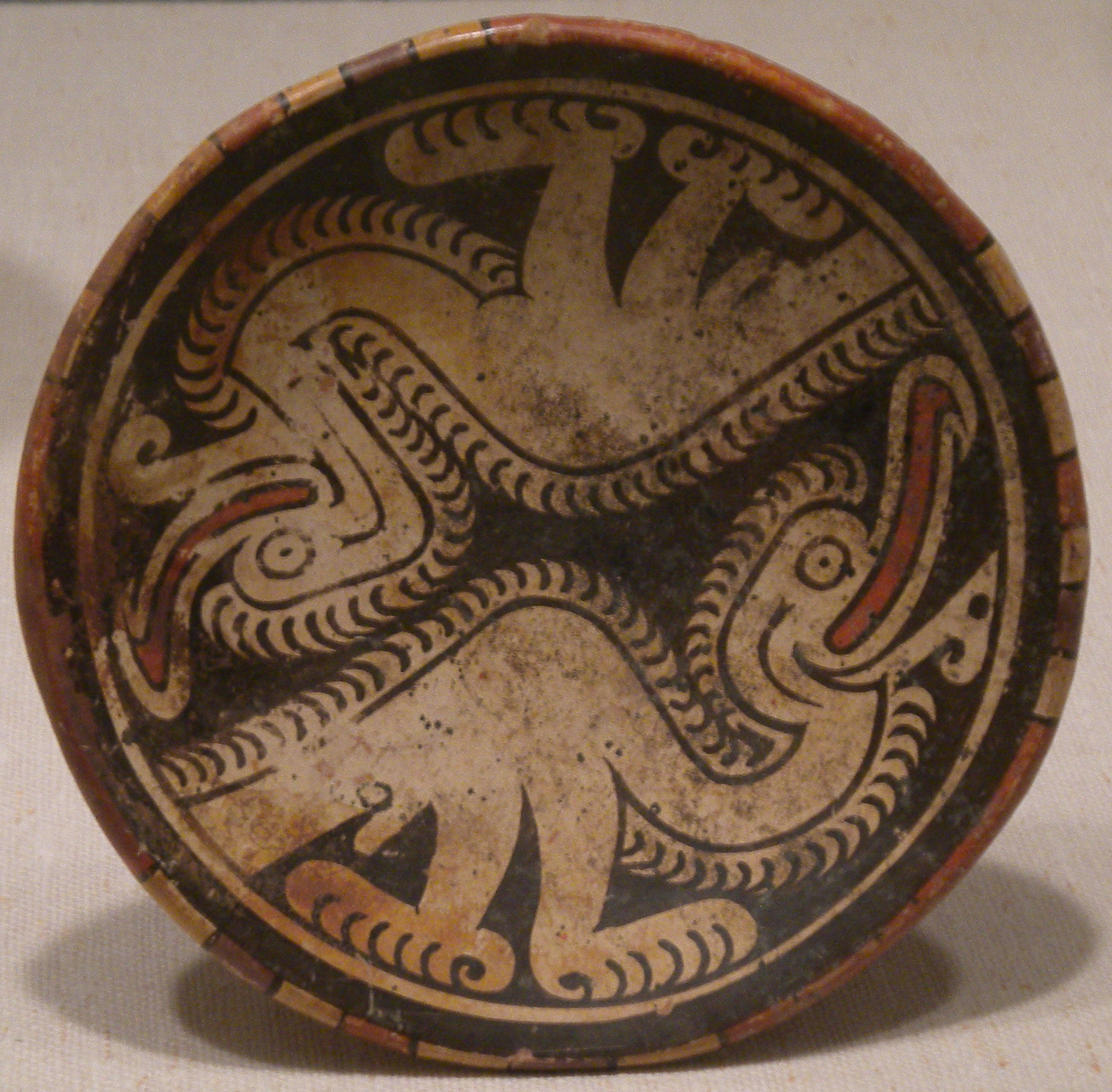
Plat à pied datant du Ve siècle au VIIIe siècle apr. J.-C. découvert sur le sitio Conte. Céramique polychrome d'environ 15,2 cm de hauteur. Collection du Metropolitan Museum of Art de New York

Le sitio Conte est un site archéologique situé dans la province panaméenne du Coclé, près de la baie Parita. On peut le qualifier de nécropole et d'« exemple typique de société hiérarchisée ou de chefferie ». D'après la datation des pièces d'orfèvrerie et des céramiques polychromes qui y ont été trouvées, le site a servi de 450 à 900 apr. J.-C. environ. Il est resté intact depuis les fouilles de 1940, mais ses restes mortuaires sont considérés comme une ressource essentielle pour les archéologues, car ils aident à interpréter la dynamique sociale que la région connut de 500 à 1500 de l'ère chrétienne.

## Description du site
Le site lui-même se trouve sur la rive est du rio Grande de Coclé. De son noyau, il s'étend vers l'est, le nord et le sud, le long de ce cours d'eau. Il est entouré de prairies et de plusieurs petites collines. Il se trouve entre les monts Tabasará, au nord, et la baie Parita, au sud.
Les éléments les plus importants du site sont les tombes elles-mêmes. Les vestiges sont peu nombreux ; ils comprennent deux rangées de grosses pierres verticales grossièrement façonnées de 2 mètres de haut, auxquelles se combinaient de petites pierres au-dessus plat que l'archéologue Samuel K. Lothrop appelait « autels » ; deux planchers et un gros pilier de pierres grossièrement ouvrées.

## Brève histoire
On sait peu de choses du sitio Conte et des personnes qui y sont enterrées. Plusieurs théories ont été émises sur la fonction de ce site ; elles vont de celle d'une « résidence d'été » à celle d'un cimetière. Les personnes enterrées passent pour être soit des « lignées du chef », soit « des chefs et des guerriers tués dans une bataille ».
Les archéologues ont une bonne idée de la période d'utilisation de ce site. Ils l'ont déterminée grâce à la datation des pièces d'orfèvrerie et des céramiques polychromes contenues dans les tombes. Ces artefacts ont révélé que ce site avait servi d'environ 450 à 900 apr. J.-C.. Le cimetière a été abandonné vers cette dernière date, mais d'après les résidus ménagers, il semble que des ménages aient continué d'occuper le site.

## Travaux archéologiques sur lesitioConte
À la fin du XIXe siècle, le rio Grande de Coclé change de cours et commence à traverser le bord ouest du site. Il emporte ainsi plusieurs artefacts qui seront ramassés et vendus. Certains objets sont exposés par le gouvernement panaméen lors de l'ouverture du canal de Panama en 1915. En 1927, le rio change de cours à nouveau et emporte d'autres artefacts.
En 1928, la famille Conte creuse une fosse et met au jour certaines des grosses colonnes de pìerre dont Lothrop parlera dans ses rapports. Plusieurs de ces objets aboutissent au musée Peabody de l'Université Harvard et suscitent l'intérêt du conservateur d'alors, Alfred Tozzer. Ce dernier et Earnest Hooton visitent le site cette année-là et prennent des dispositions pour l'entreprise de fouilles par le musée Peabody.
En 1930, lorsque les fouilles débutent sous la direction de l'archéologue Henry Roberts, le sitio Conte devient le « premier site à faire l'objet d'une étude scientifique sur le terrain au Panama ». Roberts dirige aussi les fouilles l'année suivante. En 1933, l'équipe du musée Peabody y retourne sous la direction de Samuel K. Lothrop. Les trois saisons de fouilles du musée Peabody ont été fructueuses, car il a découvert 59 tombes et 38 caches, ainsi qu'un grand nombre d'objets en or et de céramiques polychromes.
À la fin des années 1930, la famille Conte demande au musée Peabody d'entreprendre de nouvelles fouilles, ce que le directeur Donald Scott refuse. Il propose plutôt que John Alden Mason (en), du Musée d'archéologie et d'anthropologie de l'Université de Pennsylvanie poursuive les fouilles. En 1940, Mason et ses collègues pratiquent d'autres fouilles fructueuses : ils mettent au jour 41 tombes et beaucoup de mobilier funéraire. Ce sont les dernières fouilles entreprises sur ce site.
Les fouilles du musée Peabody et du musée de l'Université de Pennsylvanie ont été critiquées à cause de la manière dont ils les ont pratiquées. La plupart des critiques portent sur la décision que les archéologues ont prises de se passer de descriptions stratigraphiques des fouilles sur ce site. Olga Linares estime « qu'on a sacrifié un bon contrôle stratigraphique pour des raisons de convenance ». D'autres ont critiqué les travaux parce que « le contrôle de l'enregistrement des artefacts faisait défaut et les carnets de terrain n'étaient pas clairs  ».

### Tombe 1
La tombe 1 est considérée comme l'une des tombes les plus importantes qui ont été mises au jour lors des fouilles du musée Peabody. Elle date de 400 à 500 apr. J.-C.. Les archéologues pensent que ceux qui y ont été enterrés sont un « chef et trois de ses suivants ». Le principal occupant, le squelette 1, était enterré en position assise avec un riche mobilier funéraire comprenant 8 vases à effigie et 112 plats ou bols, tous répartis le long du bord de la tombe.
La tombe contenait aussi des perles, des pendentifs et des jambières en or ou en tumbaga, un tablier en canines, le dos de miroirs, des dents de cétacé et des côtes de lamantin sculptées recouvertes d'or, 1 700 perles de serpentine et plusieurs faisceaux d'épines de raie. Le squelette 2 était enterré avec nombre de ces objets et une petite quantité de celts et de lames de pierre. Les autres squelettes étaient aussi accompagnés d'un mobilier funéraire semblable, mais en moindre quantité.

### Tombe 5
La tombe 5, qui datait d'environ 700 à 900 apr. J.-C., contenait 15 squelettes et du mobilier funéraire. Enterré en position assise, le squelette principal (15) avait été logé dans une « hutte de fortune » qui s'était depuis décomposée. Son mobilier funéraire comprenait un pendentif fait d'une dent de cétacé sculpté, des dos de miroir en pierre, des jambières en or ou en tumbaga, des manchettes, des plaques et un casque. Sur le sol, il y avait des dalles de pierre, des écailles de tortue et diverses pièces de céramique.
Huit des 14 autres squelettes se trouvaient sur les côtés sud et ouest de la tombe, et les six autres sur le côté nord. Selon Lothrop, le groupe nord avait probablement fait l'objet d'une inhumation antérieure. Leur mobilier funéraire comprenait des pendentifs en os, en or et en pierre.

### Tombe 26
La tombe 26, l'une des plus riches mises au jour par les fouilles du musée Peabody, contenait 22 squelettes et datait de la même période que celle de la tombe 5. Le principal occupant, le squelette 12, était enterré en position assise et jadis enfermé dans une hutte de fortune. Plusieurs pièces de céramique, une dalle de pierre et les autres occupants de la tombe formaient le plancher de cette dernière. Parmi le mobilier funéraire associé à cet occupant, il y a des plaques en or ou en tumbaga, des manchettes, des jambières, des perles, des dents de cétacé et des côtes de lamantin sculptés, des épines de pastenague et une émeraude. La majorité des 126 pièces de céramique trouvées dans cette tombe, dont 36 vases à effigie et 90 plaques polychromes, tapissaient les parois de la tombe.
Les autres occupants avaient un peu de matériel funéraire, y compris plusieurs tiges d'oreille en or qui ont été reliées au squelette 8.

### Tombe 74
Fouillée lors de l'expédition de 1940 dirigée par J. Alden Mason, la tombe 74 remonte à 700/ à 900 apr. J.-C. et est l'une des tombes connues les plus riches du sitio Conte. Les principaux occupants, les squelettes 15 et 16, gisaient l'un sur l'autre au centre de la couche intermédiaire. Aussi appelée la sépulture 11, elle contenait plus de 7 500 présents funéraires et 23 morts répartis sur trois niveaux,.

#### Niveau supérieur
En creusant, Mason et son équipe mirent au jour huit squelettes, tous gisant sur le ventre parallèlement l'un à l'autre. Six de ces squelettes furent reconnus pour être des hommes vieux ou mûrs, alors que le sexe des deux autres resta indéterminé. Parmi leur mobilier funéraire, il y avait des céramiques, des pointes de projectile en pierre, des celts et un pendentif d'agathe ailé. Le squelette 4 avait une cache de pointes en pierre à ses pieds, une cache de perles en or et cinq plaques en or repoussé, qui reposaient sur lui. Des vases intacts et des tessons de céramique tapissaient les extrémités nord et sud de la sépulture, qui s'abaissait jusqu'au deuxième niveau.

#### Niveau intermédiaire
En poursuivant les fouilles, l'équipe mit au jour un deuxième niveau de sépultures. Il contenait douze squelettes accompagnés de milliers de présents funéraires. Les principaux occupants de la tombe, les squelettes 15 et 16, se trouvaient au centre de ce niveau et étaient entouré de cinq squelettes à l'est, de trois à l'ouest et d'un squelette au nord et au sud.
Il y avait un grand nombre de présents funéraires liés aux squelettes centraux, dont des plaques, des tiges d'oreille, des jambières et des perles en or lisse ou en or repoussé. Il y avait aussi plusieurs pointes de projectile en pierre et des celts. Le plus célèbre des présents liés à ces morts est le pendentif animal à effigie en composite d'or coulé portant une émeraude enchâssée au dos. Il reposait à l'envers sur les plaques en or qui couvraient les deux squelettes centraux.
De nombreux objets étaient placés près des autres occupants de la tombe : des triangles en or, une paire de dents de cétacé, une figure sculptée recouverte d'or, des canines, plusieurs pointes de projectile vertes et un celt en pierre.
C'est à ce niveau que le « mur de céramiques » était le plus épais (30 cm) et se terminait. Les fouilleurs commencèrent à être dépassés par la grande quantité de céramiques et à retirer nombre des vases sans rien enregistrer. Mason fit remarquer que l'équipe sur place eut la « fièvre de l'or » et « avide de libérer les objets en or placés sous les vases, elle commença à retirer ces derniers avant d'en dresser la liste ».

#### Niveau inférieur
Après avoir dégagé le deuxième niveau, l'équipe atteignit le fond de la tombe. En enlevant les tessons de céramique et la poussière environnante, elle découvrit trois squelettes. Celui du centre, le squelette 21, gisait sur le côté ; et les deux autres, sur le ventre. Deux de ces squelettes, le 21 et le 22, étaient accompagnés de quelques objets, dont un pendentif à effigie de chauve-souris en or, des tiges d'oreille, quelques celts en pierre et une grande plaque en or gaufré.

## L'art dusitioConte
L'iconographie des pièces en or et en céramique reflète un art très raffiné. Quelques figures des pièces en céramique sont des représentations abstraites d'animaux, mais d'autres semblent être de nature zoo-anthropomorphe. Ces figures sont représentées pour la plupart seules ou en paires, mais il y a des exceptions, car certaines céramiques portent de multiples images.
L'iconographie des pièces en or va d'animaux tels que des chauve-souris, des cerfs, des requins, des crocodiles et des sauriens à des figures humaines et zoo-anthropomorphes. Nombre de ces sujets sont représentés dans l'iconographie des céramiques du style Coclé trouvées dans les sépultures. L'iconographie comprend aussi des images de serpents, d'oiseaux, de tortues, de crabes, d'insectes, de grenouilles, de raies pastenagues, de tatous et de signes. On a avancé que l'adjonction de ces pièces en or et en céramique reflétait peut-être le rang des morts auxquels elles étaient liées.

## LesitioConte de nos jours
En 2009, le sitio Conte n'avait pas été touché par des archéologues depuis la saison de fouilles de Mason en 1940. Son propriétaire était inconnu.